# Un amour de pluie
Pour plus de détails, voir Fiche technique et Distribution.
Un amour de pluie est un film français de Jean-Claude Brialy, sorti en 1974.

## Synopsis
Pour leurs vacances, une mère et sa fille âgée de 15 ans partent en cure à Vittel. La mère tombe sous le charme d'un Italien, Giovanni, tandis que sa fille s'amourache de Georges, le cuisinier de l'hôtel.

## Fiche technique
- Réalisation : Jean-Claude Brialy
- Scénario : Jean-Claude Brialy et Yves Simon
- Photographie : Andréas Winding
- Musique : Francis Lai
- Photographie : Andréas Winding
- Montage : Eva Zora
- Production : Ralph Baum
- Société de production : Lira Films, Terra Filmkunst, Torino Roma Attivita Cinematografiche et Trae
- Société de distribution : Fox-Lira (France)
- Pays de production :  France,  Italie et  Allemagne de l'Ouest
- Genre : 96 minutes
- Durée : drame
- Date de sortie : 
  - France - 3 avril 1974

## Distribution
- Romy Schneider : Elizabeth Dellerue
- Nino Castelnuovo : Giovanni
- Bénédicte Bucher : Cécile Dellerue
- Mehdi El Glaoui : Georges
- Alain David (acteur vu dans Le gagnant[1], ne pas confondre avec l'acteur Alain David né Gabison) : Alain
- Suzanne Flon : Mme Édith
- Philippe Castelli : le portier
- Jacques Villeret : Guillaume
- Louis Navarre : le maître d'hôtel
- Danielle Durou : Marie-Thérèse
- Albert Michel : le client du café
- Pierre Mirat : le patron du café
- Jean-Claude Brialy : le dragueur
- Ermanno Casanova : le père de Georges
- Roseline Villaumé : Claudine
- Gaston Meunier : un homme dans le hall
- Michel Piccoli : M. Dellerue (voix off au téléphone)

## Musique
En avril 2016, le label Play Time a sorti un coffret Francis Lai Anthology contenant la musique originale et restaurée du film.